# Tibea
Tibea (auch Djanti, Minjanti, Ngayaba, Njanti, Nyabea und Zangnte) ist eine Bantusprache und wird von circa 1400 Menschen in Kamerun gesprochen (Zensus 1992). 
Sie wird in drei Dörfern nordöstlich von Bafia im Bezirk Mbam in der Provinz Centre gesprochen. 

## Klassifikation
Tibea ist eine Nordwest-Bantusprache und gehört zur Bafia-Gruppe, die als Guthrie-Zone A50 klassifiziert wird.